# Comté de McDuffie
Le comté de McDuffie est un comté de Géorgie, aux États-Unis.

## Démographie
| 1880  | 1890  | 1900  | 1910   | 1920   | 1930  |
| ----- | ----- | ----- | ------ | ------ | ----- |
| 9 449 | 8 789 | 9 804 | 10 325 | 11 509 | 9 014 |

| 1940   | 1950   | 1960   | 1970   | 1980   | 1990   |
| ------ | ------ | ------ | ------ | ------ | ------ |
| 10 878 | 11 443 | 12 627 | 15 276 | 18 546 | 20 119 |

| 2000   | 2010   | - | - | - | - |
| ------ | ------ | - | - | - | - |
| 21 231 | 21 875 | - | - | - | - |